# Arnarsson
Arnarsson ist ein färöischer und isländischer Name.

## Herkunft und Bedeutung
Der Name ist ein Patronym und bedeutet Arnars Sohn. Die weibliche Entsprechung ist Arnarsdóttir (Arnars Tochter).

## Namensträger
- Arnar Freyr Arnarsson (* 1996), isländischer Handballspieler
- Guðlaugur Arnarsson (* 1978), isländischer Handballspieler und -trainer
- Kári Arnarsson (* 2002), isländischer Eishockeyspieler
- Þorleifur Örn Arnarsson (* 1978), isländischer Opern- und Theaterregisseur